# Scenska glasba
Scenska glasba je glasba, ki spremlja dogajanje na sceni; na odru na filmu, v okviru računalniških ali video iger, v okviru radijske igre in s tem poudarja pomen neglasbenih vsebin, ki so predstavljene občinstvu. Scenska glasba je največkrat instrumentalna. Začetki scenske glasbe segajo daleč v preteklost; glasbena spremljava gledaliških iger se je pojavljala mnogih kulturah od starega veka dalje, npr. starogrška tragedija, srednjeveški misterij, »maskerade« v obdobju renesanse, itd. Med najslavnejše primere scenske glasbe zahodnoevropskih skladateljev resne glasbe lahko štejemo Mendelssohnov Sen kresne noči, Beethovnovo scensko glasbo Egmont, Romeo in Julija P. I. Čajkovskega, Griegovo glasbo za gledališko delo Peer Gynt (Henrika Ibsena), itd.